# Czernina

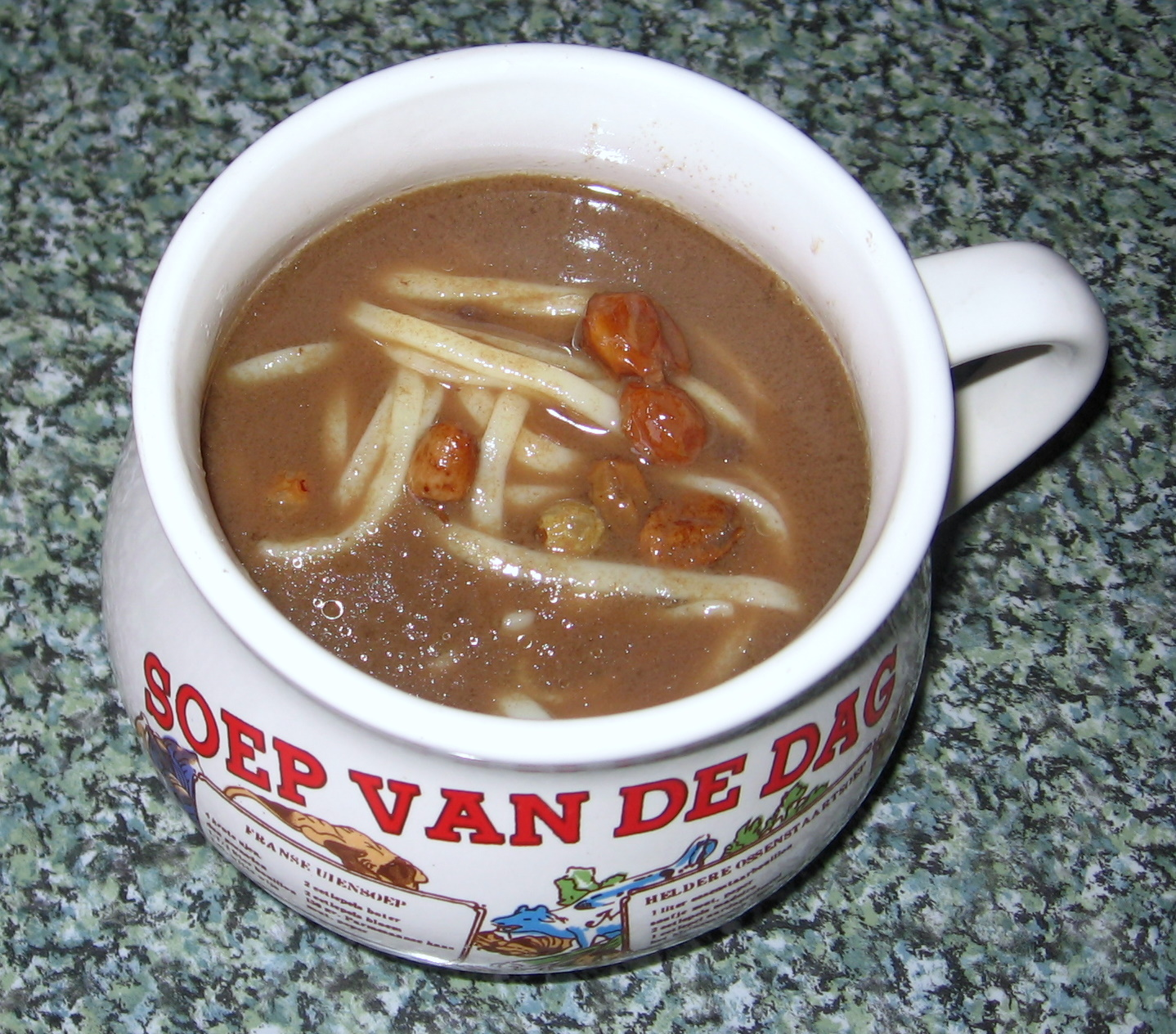
Czarna polewka (w holenderskim kubku)

Czernina, czarnina, czarna polewka – polska zupa o charakterze polewki, której podstawowymi składnikami jest zaprawiany octem rosół oraz krew zwierzęca (z drobiu lub królika, rzadziej prosięcia).
W jadłospisie staropolskim była to zawiesista zupa przyrządzana na wywarze drobiowym (z kości i podrobów kaczki albo gęsi) i dodatkiem ich świeżej krwi, podprawiona mąką i zakwaszana (utrwalona) octem, zaprawiana (na słodko bądź ostro) pikantnymi przyprawami korzennymi (cynamonem, goździkami, pieprzem) oraz suszonymi śliwkami i jabłkami. Podawano ją z krajanymi podrobami, gruszkami,  gotowanymi łazankami albo kluseczkami.  
Charakterystyczny słodko-kwaśny smak nadają czerninie cukier i ocet (zmieszane z krwią, żeby zapobiec jej skrzepnięciu). Oprócz podstawowych składników smak nadają zupie dodatki: syrop ze śliwek lub gruszek w occie, gotowane w niej świeże lub suszone owoce (gruszki, śliwki, jabłka, rodzynki lub wiśnie), ocet winny lub jabłkowy, miód lub inne składniki.
Czarninę podaje się z kluskami lanymi, domowym makaronem lub z gotowanymi ziemniakami.
Czerninę (w gwarze kujawskiej czorninę) można utożsamiać z czarną polewką (w Małopolsce nazywano ją też szarą polewką), dawniej podawaną kawalerowi, któremu odmówiono ręki panny. Adam Mickiewicz w Panu Tadeuszu wspomina o takiej czarnej polewce, którą na zamku Horeszków miano podać Jackowi Soplicy w symbolicznej odmowie oddania mu córki za żonę. 
Na Kaszubach zupę tę z kluseczkami podaje się tradycyjnie w dzień Bożego Narodzenia. Obecnie została ona wpisana na listę polskich produktów tradycyjnych, jako czernina kaszubska (czôrnina lub czarwina) oraz czarnina kujawska.